# Azharuddin Mohammed Ismail
Azharuddin Mohammed Ismail, né le 17 novembre 1998 à Bombay, est un acteur indien qui vit dans le bidonville Garib Nagar près de la gare de Bandra à Bombay.

## Filmographie
Azharuddin Mohammed Ismail tient le rôle de Salim enfant dans Slumdog Millionaire, film huit fois oscarisé.

## Biographie

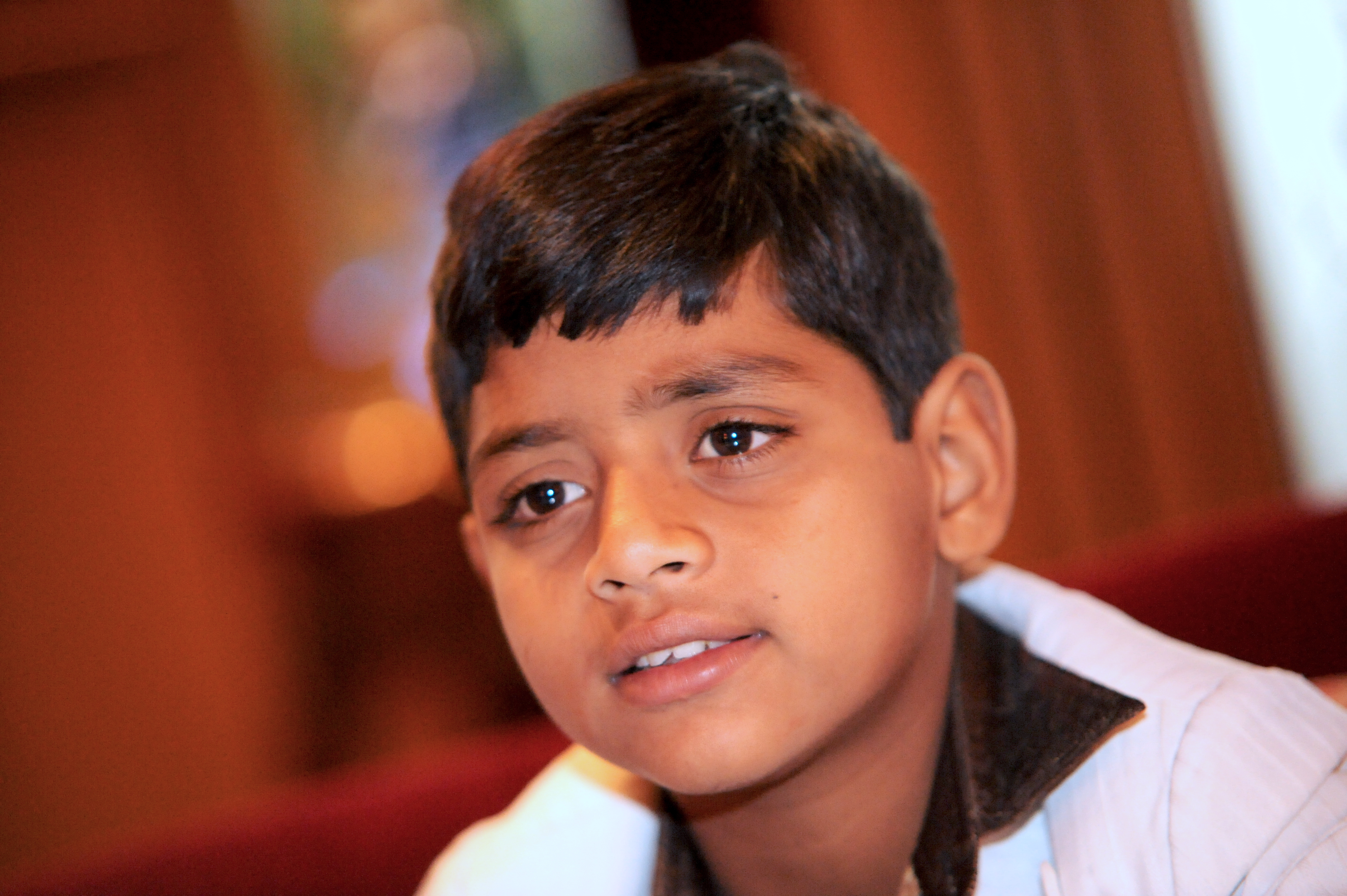
Azharuddin Mohammed Ismail, le 23 septembre 2009 à Paris.

Le 14 mai 2009, les autorités de Bombay rasèrent la cahute de sa famille, ainsi que d'autres pauvres maisons, qui étaient construites illégalement. « J'étais effrayé, l'un d'eux a pris un bambou pour me frapper » avait dit le garçon, peu après.
Son père meurt de tuberculose vers septembre 2009. 
Lui, sa mère Shameem Ismail et le reste de sa famille ont été relogés grâce au fond qui a été destiné à Azharuddin et sa co-star Rubina Ali vivant également dans un bidonville.